# Williston Highlands
Williston Highlands ist  ein census-designated place (CDP) im Levy County im US-Bundesstaat Florida. Das U.S. Census Bureau hat bei der Volkszählung 2020 eine Einwohnerzahl von 2.591 ermittelt. 

## Geographie
Williston Highlands liegt rund 15 km südöstlich von Bronson sowie etwa 140 km südwestlich von Jacksonville.

## Demographische Daten
Laut der Volkszählung 2010 verteilten sich die damaligen 2275 Einwohner auf 1071 Haushalte. Die Bevölkerungsdichte lag bei 77,6 Einw./km². 92,5 % der Bevölkerung bezeichneten sich als Weiße, 4,0 % als Afroamerikaner und 0,4 % als Indianer. 1,8 % gaben die Angehörigkeit zu einer anderen Ethnie und 1,3 % zu mehreren Ethnien an. 6,8 % der Bevölkerung bestand aus Hispanics oder Latinos.
Im Jahr 2010 lebten in 29,0 % aller Haushalte Kinder unter 18 Jahren sowie 31,8 % aller Haushalte Personen mit mindestens 65 Jahren. 66,6 % der Haushalte waren Familienhaushalte (bestehend aus verheirateten Paaren mit oder ohne Nachkommen bzw. einem Elternteil mit Nachkomme). Die durchschnittliche Größe eines Haushalts lag bei 2,44 Personen und die durchschnittliche Familiengröße bei 2,91 Personen.
23,3 % der Bevölkerung waren jünger als 20 Jahre, 21,5 % waren 20 bis 39 Jahre alt, 30,1 % waren 40 bis 59 Jahre alt und 25,1 % waren mindestens 60 Jahre alt. Das mittlere Alter betrug 44 Jahre. 49,1 % der Bevölkerung waren männlich und 50,9 % weiblich.
Das durchschnittliche Jahreseinkommen lag bei 40.672 $, dabei lebten 25,8 % der Bevölkerung unter der Armutsgrenze.
Im Jahr 2000 war Englisch die Muttersprache von 100 % der Bevölkerung.